# Sociedad Deportiva Eibar 2020-2021
Questa voce raccoglie le informazioni riguardanti la Sociedad Deportiva Eibar nelle competizioni ufficiali della stagione 2020-2021.

## Maglie e sponsor
| Casa | Trasferta | Terza maglia |

Sponsor ufficiale: Avìa
Fornitore tecnico: Joma

## Organico

### Rosa
Aggiornata al 17 dicembre 2020.
| N. |                       | Ruolo | Calciatore            |
| -- | --------------------- | ----- | --------------------- |
| 1  | Serbia (bandiera)     | P     | Marko Dmitrović       |
| 2  | Argentina (bandiera)  | D     | Esteban Burgos        |
| 3  | Spagna (bandiera)     | D     | Pedro Bigas           |
| 4  | Portogallo (bandiera) | D     | Paulo Oliveira        |
| 5  | Spagna (bandiera)     | D     | José Antonio Martínez |
| 6  | Spagna (bandiera)     | C     | Sergio Álvarez        |
| 7  | Spagna (bandiera)     | A     | Quique González       |
| 8  | Senegal (bandiera)    | C     | Papa Diop             |
| 9  | Spagna (bandiera)     | A     | Sergi Enrich          |
| 10 | Spagna (bandiera)     | C     | Edu Expósito          |
| 11 | Portogallo (bandiera) | D     | Rafa Soares           |
| 12 | Giappone (bandiera)   | A     | Yoshinori Mutō        |
| 13 | Spagna (bandiera)     | P     | Yoel Rodríguez        |
| 14 | Giappone (bandiera)   | C     | Takashi Inui          |
| 15 | Spagna (bandiera)     | D     | José Ángel            |

| N. |                       | Ruolo | Calciatore      |
| -- | --------------------- | ----- | --------------- |
| 16 | Spagna (bandiera)     | C     | Roberto Olabe   |
| 17 | Spagna (bandiera)     | A     | Kike            |
| 18 | Spagna (bandiera)     | C     | Recio           |
| 19 | Polonia (bandiera)    | A     | Damian Kądzior  |
| 20 | Spagna (bandiera)     | D     | Roberto Correa  |
| 21 | Spagna (bandiera)     | A     | Pedro León      |
| 22 | Spagna (bandiera)     | C     | Alejandro Pozo  |
| 23 | Spagna (bandiera)     | D     | Anaitz Arbilla  |
| 24 | Portogallo (bandiera) | D     | Kévin Rodrigues |
| 25 | Spagna (bandiera)     | A     | Bryan Gil       |
| 28 | Spagna (bandiera)     | A     | Eñaut Mendi     |
| 29 | Spagna (bandiera)     | D     | Unai Dufur      |
| 31 | Spagna (bandiera)     | D     | Sergio Cubero   |
| 32 | Spagna (bandiera)     | A     | Unai Arieta     |
| 33 | Spagna (bandiera)     | C     | Miguel Atienza  |